# خطابة عامة

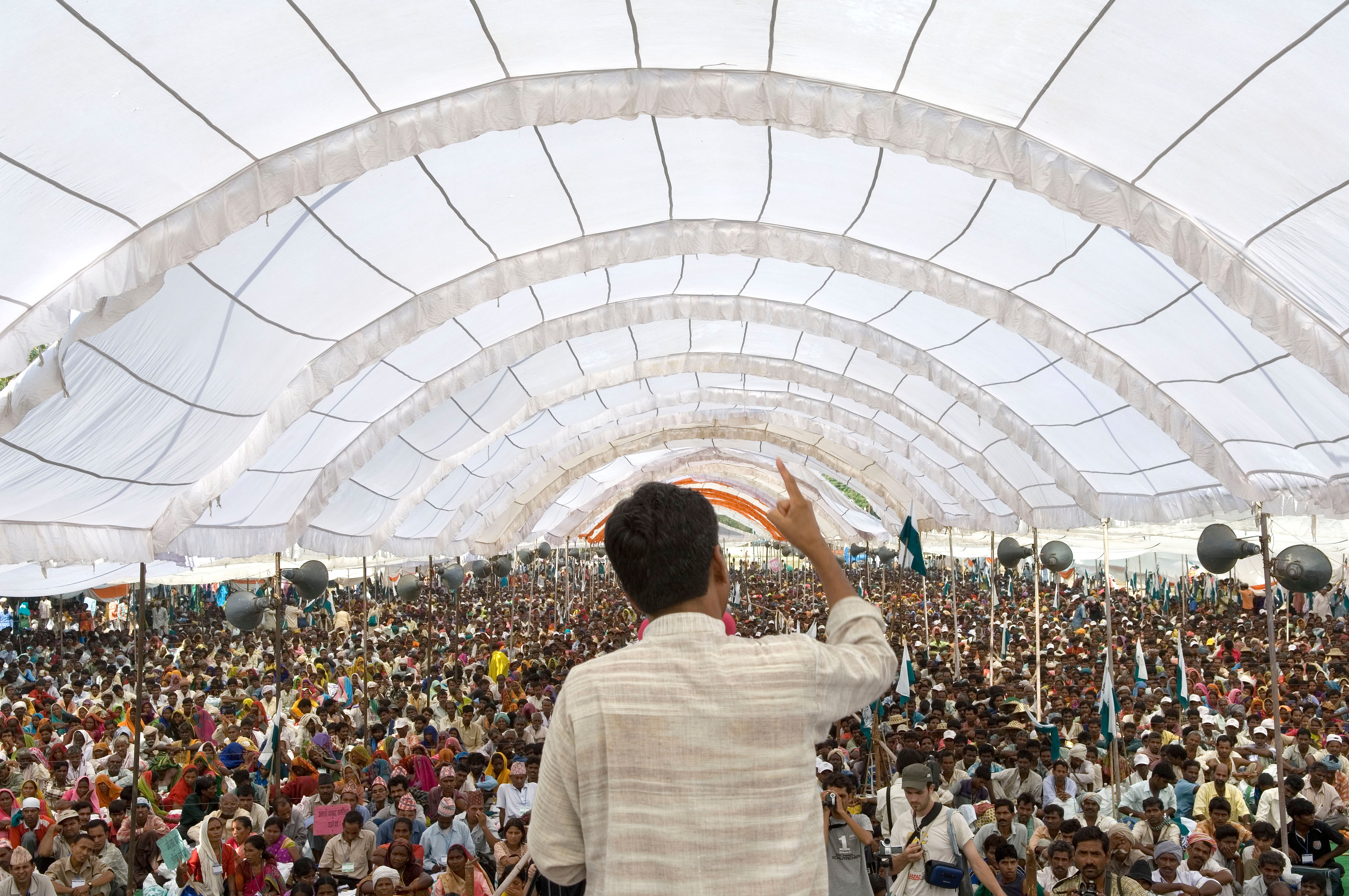

الخطابة العامة (وتسمى أيضًا الخطبة) أو الخَطابة أو فن الخَطَابة هي عملية أو فعل تقديم خطاب مباشر أمام الجمهور. عادة ما تفهم الخطابة العامة على أنها حديث رسمي لفرد ما وجها لوجه أمام جماعة من المستمعين. اعتُبِرت الخطابة العامة بشكل تقليدي شكلًا من أشكال فن الإقناع. يمكن للخطابة أن تنجز أعمالًا هادفة خاصة، بما في ذلك الإعلام والإقناع والتسلية. يمكن استخدام أساليب وهياكل وقواعد مختلفة أيضًا وفقًا لحالة الخطاب.
تطورت الخطابة العامة في روما واليونان وأمريكا اللاتينية. أثر المفكرون البارزون في هذه البلدان على التطور والتاريخ التطوري للخطابة. تواصل التكنولوجيا في الوقت الحالي تحويل فن الخطابة من خلال التكنولوجيا المتاحة حديثًا مثل مؤتمرات الفيديو والعروض التقديمية متعددة الوسائط والأشكال غير التقليدية الأخرى.

## الاستخدامات
يمكن للخطابة العامة أن تخدم الغرض من نقل المعلومات ورواية قصة وتحفيز الناس على الخطاب أو تشجيعهم. يُنظّم هذا النوع من الخطابة عن عمد بثلاثة أغراض عامة: الإعلام والإقناع والتسلية. تعتبر معرفة الوقت الذي يكون فيه الخطاب العام أكثر فاعلية وكيفية حدوثه بشكل صحيح مفتاح فهم أهميته.
غالبًا ما يترأس المتخصصون تقديم الخطابات المتعلقة بالأعمال والفعاليات التجارية. يمكن التعاقد مع هؤلاء المخاطبين بشكل مستقل من خلال التمثيل بواسطة مكتب المخاطبين أو عن طريق وسائل أخرى. تلعب الخطابة العامة دورًا كبيرًا في العالم المهني. يُعتقد أن 70% من جميع الوظائف تتضمن شكلًا ما من أشكال الخطابة.

## خطب تاريخية
ما زالت أفضل الأمثلة المعروفة للخطابة القوية تُدرس بعد سنوات من تقديمها على الرغم من التغير في الأسلوب. من بين هذه الأمثلة:
- خطبة جنازة بريكليس في عام 427 قبل الميلاد مخاطبة أولئك الذين لقوا حتفهم خلال الحرب البيلوبونيسية.
- خطاب أبراهام لنكولن في غيتيسبيرغ في عام 1863.
- خطاب تعريف سوجورنر تروث بالقضايا العرقية بعنوان «ألست أنا امرأة؟»
- رسالة المهاتما غاندي للمقاومة غير العنفية في الهند، والتي ألهمت بدورها خطاب مارتن لوثر كينغ جونيور بعنوان «لدي حلم» في نصب واشنطن التذكاري في عام 1963.[4]

## المرأة والخطابة العامة
مُنعت النساء من التحدث علنًا في قاعة المحكمة ومجلس الشيوخ والمنابر طوال القرن الثامن عشر والتاسع عشر، وكان من غير المناسب أيضًا سماع أصوات النساء في الأماكن العامة. استُثنى دين الكويكرز من هذه العادة وسمح للنساء بالتحدث علنًا في اجتماعات الكنيسة.
عُرفت فرانسيس رايت بأنها واحدة من أوائل النساء اللواتي أدلين بخطاب عام في الولايات المتحدة. دعت رايت إلى المساواة في التعليم بين النساء والرجال من خلال جماهير كبيرة ومن خلال الصحافة. حاضرت الأمريكية من أصل أفريقي ماريا ستيوارت (والتي قيل أيضًا إنها المتحدثة الثانية في الولايات المتحدة) في بوسطن أمام الرجال والنساء بعد 4 سنوات فقط من رايت في عامي 1832 و1833 بما يخص الفرص التعليمية وحرمان الفتيات الصغيرات منها.
أنشأت الشقيقتان أنجلينا وسارة غريمكي منصة للمحاضرات العامة للنساء. كانوا أول عميلات للجمعية الأمريكية لمكافحة الرق. انطلقت الشقيقتان أيضًا بالعديد من الجولات خلال عامي 1837 و1839 أي بعد 5 سنوات فقط من ماريا ستيوارت. واجهت الشقيقتان عدم موافقة الكنائس التي لم تتفق مع فكرتهم عن السماح للنساء بإلقاء الخطب العامة. تحدثت الشقيقتان عن مدى ارتباط العبودية بحقوق المرأة وسبب حاجة المرأة إلى المساواة.

## التقنيات والدورات التدريبية
يمكن تطوير الخطابة العامة الفعالة عن طريق الانضمام إلى نادٍ ما مثل نادي روستروم والتوستماسترز العالمية أو رابطة نوادي المتحدثين أو دوائر التحدث حيث يُعين الأعضاء التمارين لتحسين مهاراتهم في التحدث. يتعلم الأعضاء من خلال الملاحظة والممارسة، ويصقلون مهاراتهم من خلال الاستماع إلى اقتراحات بنّاءة تليها تدريبات جديدة للخطابة العامة. تشمل هذه التقنيات:
- فن الخطابة
- استخدام الإيماءات
- التحكم في الصوت
- المفردات واللهجة الخاصة واختيار الكلمة
- ملاحظات الخطابة ودرجات الكلام
- استخدام الفكاهة
- تطوير علاقة مع الجمهور
- «طريقة عرض الأيدي» (تستخدم في المقام الأول في عروض بيلبورد)
- مقدمة فعالة
- الاستخدام الفعال للأسئلة

شهدت الألفية الجديدة زيادة ملحوظة في عدد الحلول التدريبية المقدمة على شكل فيديو ودورات عبر الإنترنت. يمكن أن توفر مقاطع الفيديو أمثلة فعلية على السلوكيات التي يجب محاكاتها. غالباً ما يشارك المخاطبون العامّون المحترفون في التدريب والتعليم المستمر لتحسين مهنتهم. يمكن لذلك أن يشمل البحث عن إرشادات لتحسين مهارات التحدث لديهم مثل تعلم أساليب أفضل لرواية القصص وتعلم كيفية استخدام الفكاهة بشكل فعال كأداة للتواصل والبحث المستمر بما يخص مجال موضوع التركيز.

## رهاب التكلم
يُطلق على الخوف الشائع من التحدث أمام الجمهور اسم رهاب التكلم (أو الخوف من المسرح بشكل غير رسمي)، تخلط حالة الاستجابة هذه من قبل العديد من المبتدئين بين الأعصاب العادية والقلق مع رهاب حقيقي.

## العصر الحالي

### تكنولوجيا
فتحت التكنولوجيا الجديدة أيضًا أبوابًا لأشكالٍ مختلفة من الخطابة العامة غير التقليدية مثل محادثات منصة تيد، وهي مؤتمرات تُبث عالميًا. أنشأ هذا النوع من الخطابة قاعدة جماهيرية أوسع بسبب إمكانية الخطاب العام الآن بالوصول إلى كل من الجماهير الفعلية والظاهرية. يمكن أن يشاهد هؤلاء الجماهير من جميع أنحاء العالم. يوتيوب هو منصة أخرى تسمح للخطابة العامة بالوصول إلى جمهور أكبر. يمكن للأشخاص على يوتيوب نشر مقاطع فيديو خاصة بهم. يمكن للجمهور مشاهدة مقاطع الفيديو هذه للعديد من الأغراض.
يمكن أن تحتوي العروض التقديمية متعددة الوسائط على مقاطع فيديو مختلفة ومؤثرات صوتية ورسوم متحركة ومؤشرات ليزر ومقاطع للتحكم عن بعد ونقاط رمزية لا نهاية لها. كل ما يضيف إلى العرض التقديمي وتطوير وجهات نظرنا التقليدية من التحدث أمام الجمهور. يستخدم المخاطبون العامّون أنظمة استجابة الجمهور. يتحدث المخاطب في التجمعات الكبيرة عادةً بمساعدة نظام العناوين العامة أو الميكروفون ومكبر الصوت.
فتحت هذه الأشكال الجديدة من الخطابة والتي يمكن اعتبارها غير تقليدية نقاشات حول ما إذا كانت هذه الأشكال تنتمي للخطابة بالفعل أم لا. يعتبر الكثير من الناس أن محادثات منصة تيد والبث على يوتيوب ليست أشكالًا حقيقية للخطابة بسبب عدم وجود جمهور حقيقي. يجادل آخرون بأن التحدث أمام الجمهور يدور حول حشد مجموعة من الناس معًا من أجل تثقيفهم بشكل أكبر بغض النظر عن كيفية أو مكان تواجد الجمهور.

### اتصالات
تُعد الاتصالات السلكية واللاسلكية ومؤتمرات الفيديو أيضًا أشكالًا من الخطابة. كتب ديفيد إم. فيتيرمان من جامعة ستانفورد في مقالته التي كتبها في عام 1997 بعنوان «المؤتمرات عبر الفيديو عبر الإنترنت»: «تتيح تقنية المؤتمرات عبر الفيديو للأطراف المتباينة جغرافيًا سماع ورؤية بعضهم البعض عادة من خلال أنظمة الاتصال عبر الأقمار الصناعية أو الهاتف». تُعتبر هذه التكنولوجيا مفيدة لاجتماعات المؤتمرات الكبيرة والتواصل المباشر بين الأطراف دون الحاجة للسفر.